# Rittergut Marienforst

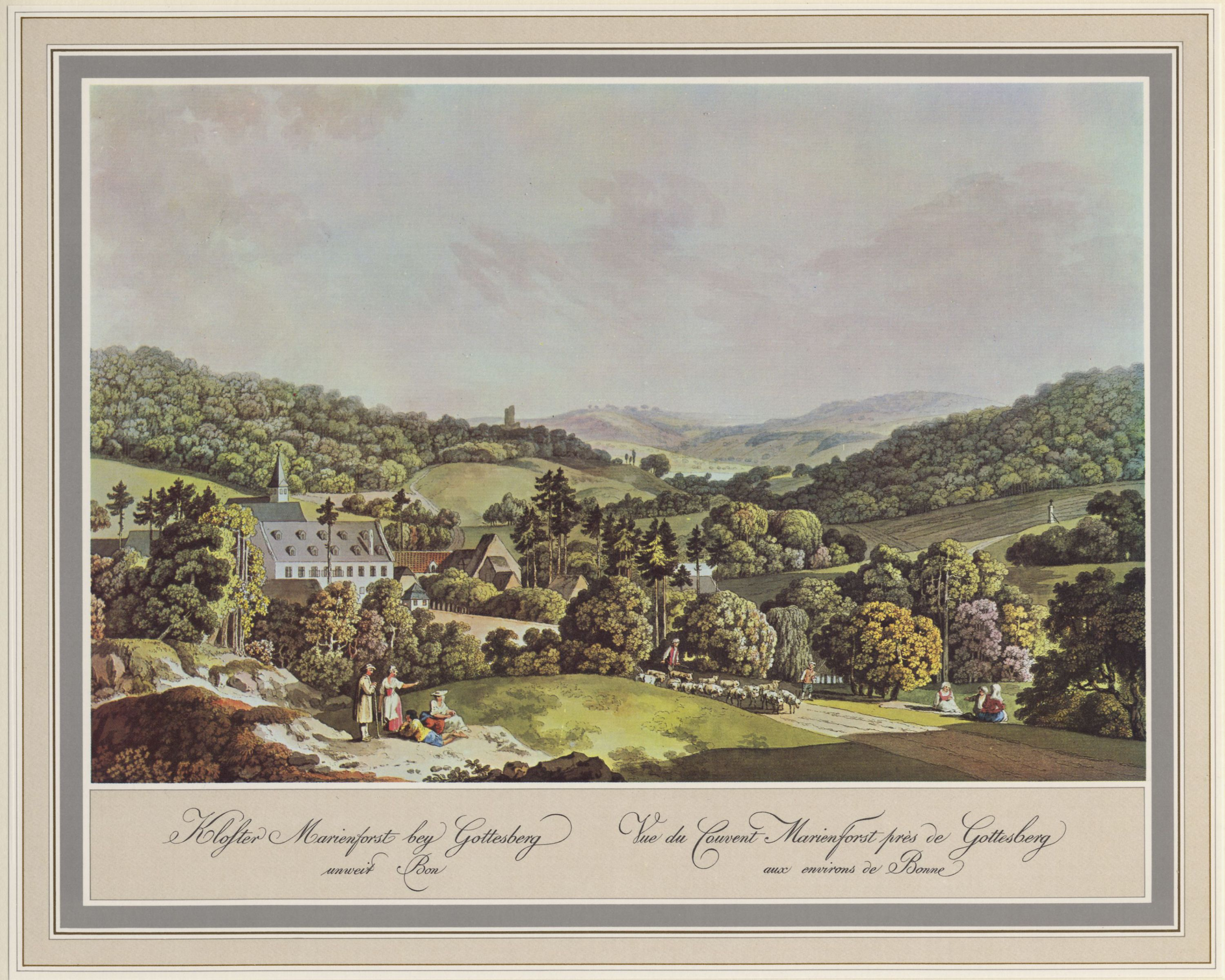
Das Kloster Marienforst bei Bad Godesberg.
Aquarellierter Kupferstich nach einem Aquarell von Laurenz Janscha aus dem Jahr 1792

Das Rittergut Marienforst (auch: Gut Marienforst) ist ein historisches Hofensemble im Bonner Stadtbezirk Bad Godesberg (Ortsteil Schweinheim), das noch heute landwirtschaftlich genutzt wird. Der an der von Bonn nach Wachtberg führenden Marienforster Straße 50 (Landesstraße 158) gelegene Hof war ursprünglich ein Kloster mit Gutsbetrieb, das nach der Säkularisation im Jahr 1802 verkauft wurde. Heute befindet sich hier ein Milchviehbetrieb. Die Anlage, zwischen Godesberger Bach und Kottenforst gelegen, steht unter Denkmalschutz.

## Geschichte

### Kloster

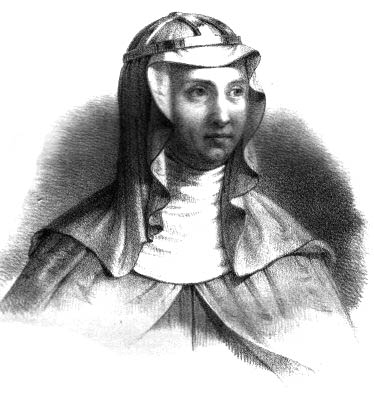
Brigitta von Schweden, Gründerin des Erlöserordens

Etwa in der Zeit, in der auch die Godesburg im frühen 13. Jahrhundert erbaut wurde, gründeten Nonnen aus dem Prämonstratenser-Kloster in Füssenich bei Zülpich im Tal des Godesberger Baches eine Niederlassung (S. Mariae de Foresto), die schon bald als Kloster Kottenforst (genauer: Cottenforst) bezeichnet wurde. Nachdem das Kloster in wirtschaftliche Schwierigkeiten geraten war, mussten Ländereien verkauft werden. Da zeitgleich auch die klösterliche Ordnung von den zumeist adligen und keiner bestimmten Ordensregel unterworfenen Nonnen nicht mehr eingehalten wurde, löste der Kölner Erzbischof Dietrich II. von Moers das Kloster auf. Er veranlasste um 1450 an der Stelle eine Neugründung durch den Orden der heil. Brigitta aus Schweden (Erlöserorden) auf Basis der Ordensregeln des Heiligen Augustinus. Der neuen Abtei wurde auch das Zisterzienserinnenkloster in Frauenthal zur Führung eines gemeinsamen Haushaltes zugeteilt. Der vormalige Eigentümer des Frauenthaler Hofes, das Kloster Walberberg, erhielt im Gegenzug vom Marienforster Konvent 350 Florentiner. Von nun an begann man, das Kloster als Marienforst zu benennen. Die Bausubstanz des Klosters überstand Kriege und Zerstörungen der folgenden Jahrhunderte unbeschädigt. Im Laufe der Zeit entstanden neben den übernommenen Gebäuden der Prämonstratenserinnen weitere Konventsgebäude, eine Schmiede, ein Brauhaus sowie eine Bibliothek.
Marienforst war ein Doppelkloster, in dem Mönche und Nonnen in getrennter Klausur lebten. Die Äbtissin führte mit den Nonnen den Wirtschaftsbetrieb des Klosters, der Prior durfte keine Entscheidungen ohne das Einverständnis der Äbtissin treffen, die wiederum den Mönchen jährlich ihre Abrechnung vorlegen musste. Die Mönche trugen einen schwarzgrauen Mantel mit Kapuze und einem roten Kreuz auf der linken Seite. Sie waren für den Gottesdienst in der Klosterkirche wie in der Markuskapelle in Godesberg und der Michaelskapelle an der Godesburg zuständig.
Im Jahr 1613 wurden einige Nonnen sowie die Äbtissin Ursula von Distelmann des Marienforster Klosters an das vormalige Zisterzienserinnenkloster Maria im Spiegel nach Köln geschickt, um dort die vom Kölner Kurfürsten Ferdinand von Bayern gewünschte klösterliche Ordnung zu stabilisieren. Die Äbtissin kehrte später nach Marienforst zurück. Während der Belagerung von Bonn im Jahr 1689 wurde das Kloster von französischen Truppen geplündert.

### Säkularisation
Im Rahmen der Säkularisation der linksrheinischen Départements wurde das Kloster Marienforst im Jahr 1802 aufgehoben und der Klosterbesitz verstaatlicht. Im Juni 1802 versiegelte eine Kommission Schränke und Türen und forderte die Bewohner zum Verlassen auf. Bei der Aufhebung befanden sich noch der Prior, Pater Hohenschurz, sowie acht Mönche und drei Laienbrüder im Kloster. 1803 wurde beschlossen, dass die Klosterkirche als Pfarrkirche (Cantonalpfarre) von Godesberg dienen solle; am 6. Mai 1804 wurde der erste Cantonalpfarrer in Marienforst feierlich eingeführt. Bereits im Folgejahr wurde die Funktion aber von der Michaelskapelle auf der Godesburg übernommen. Die zweischiffige Klosterkirche des Klosters wurde abgerissen, der Abbruch verkauft.
Gemäß einer Anweisung des Aachener Bischofs Marc-Antoine Berdolet sollte die Kapelle auf dem Godesberg die gesamte Kirchenausstattung der Marienforster Klosterkirche erhalten. Die Vorgabe wurde aber nicht eingehalten, die Gerätschaften der abzureißenden Kirche weit verteilt: Monstranz und Paramente gingen an die Lessenicher Laurentius-Kirche, den Hochaltar und die Turmuhr erhielt die Muffendorfer Martin-Kirche, und die Seitenaltäre wurden in eine Rüngsdorfer Kirche verbracht. Die Kirche in Sinzig erwarb die Orgel; der Dachreiter und die Glocken gingen nach Altenburg (heute ein Stadtteil Altenahrs), an die Schweinheimer Pestkapelle und die heute neuromanische Markuskapelle in Bad Godesberg. Nur einige Altarleuchter, die Chorbücher und einzelne Steinplatten erhielt die Kapelle auf dem Godesberg.

### Rittergut
Der vormalige Ökonom des Klosters, der Bonner Franz Ries, erwarb die Klosteranlage. In den Jahren 1818 bis 1822 wurden erhebliche Teile des Land- und Waldbesitzes vom preußischen Staat veräußert. 1828 übernahm Carl Heymann aus Köln den Besitz mit angrenzenden Äckern und Wiesen. Schon 1832 verkaufte er die Anlage an den Bonner Textilunternehmer Peter Friedrich aus’m Weerth (1779–1852, der Vater von Ernst aus’m Weerth), der bereits 1803 das ebenfalls säkularisierte Kapuzinerkloster in Bonn erworben und dort seine Fabrikation untergebracht hatte. Unter dem Kommerzienrat Weerth wurde der Klosterhof zu einem gepflegten Landgut umgestaltet. 1846 wurde dem Hof der Status eines Ritterguts verliehen. Weerths Sohn Adolf wurde Erbe des Gutes Marienforst. 1859 verkaufte der den Besitz dann an den Kaufmann Peter Josef Michels, der es 1878 an Friedrich August Engels (1850–1921, einen Vetter des Sozialisten Friedrich Engels und Enkelsohn von August Engels) veräußerte. 1883 ließ Engels innerhalb des vormaligen Klosterbereiches die städtisch anmutende Villa Engels (auch Villa Marienforst genannt) errichten.
Der älteste Sohn Engels, Clemens August (1885–1941), der mit Lilly Maria Schuchard (1881–1942) aus Valparaíso (Chile) verheiratet war, hatte in Monheim am Rhein den Laacher Hof erworben und 1911 das dortige Schloss Laach errichtet. Nach dem Tode seines Vaters tauschte er 1921 den Laacher Besitz gegen das Gut Marienforst, welches seinem Zwillingsbruder Hans zugefallen war. 1929/30 veräußerte Clemens August Engels dann Marienforst an Theodor Wilhelm Huttrop. Der hatte seinen Hof in Essen-Huttrop kurz zuvor an die Allgemeiner Bauverein Essen AG verkauft und nutzte den Erlös zum Erwerb des Gutes Marienforst.

### Nachkriegszeit

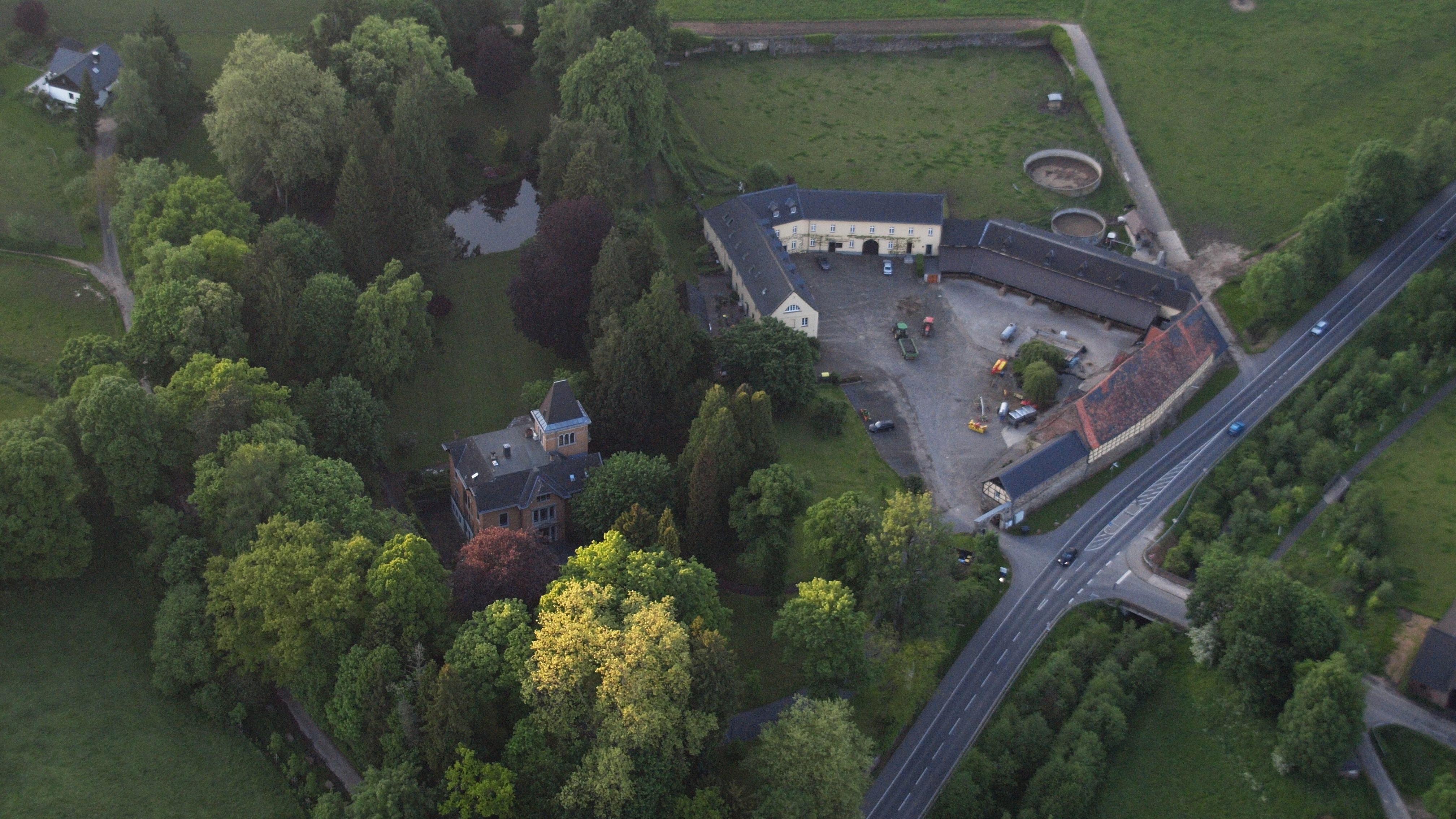
Luftaufnahme des Gutes Marienforst aus dem Jahr 2013. Mittig links die außerhalb der Hofanlage liegende Villa Engels

Nach dem Zweiten Weltkrieg übernahm Robert Leo Huttrop (1887–1972), vor dem Krieg Landrat von Wipperfürth und in der Nazizeit in die Kölner Stadtverwaltung abgeschoben, im Alter von 58 Jahren den Gutsbetrieb.
Ab 1974 wurde die Villa Engels für 25 Jahre (bis zum Umzug nach Berlin) an die damals noch in Bonn beheimatete indische Botschaft als Botschafterresidenz vermietet. Zu Beginn der 2000er-Jahre wurde die Marienforster Straße begradigt. Dazu wurden umfangreiche Erd- und Bauarbeiten notwendig. So musste die baufällige Mühle des ehemaligen Klosters abgerissen werden. Zwei Viehtriften wurden angelegt, über die die Kühe des Hofes die Weideflächen auf der anderen Seite der L 158 erreichen können. Für die Verlegung des Baches und den Ausbau der Straße musste die Familie Huttrop Land abgeben. Unter anderem war aus Naturschutzgründen die Schaffung von Ausgleichsflächen erforderlich, sodass ein 2,5 Hektar großer Acker in Weidefläche umgewandelt wurde.

## Heute
Die Familie betreibt auf dem Gut heute eine Milchproduktion mit rund 70 Milchkühen und 50 Jungtieren. Die täglich etwa 1500 Liter Milch werden an die Molkerei MUH Arla (vormals Milchunion Hocheifel) geliefert. Die Villa Engels wird an Gewerbetreibende vermietet.
Der landwirtschaftliche Betrieb wird heute unter dem Namen Gut Marienforst geführt. Villa und Gut stehen unter Denkmalschutz.